# 김정일의 해외 순방 목록
이 문서는 김정일의 해외 순방 목록에 대해 다룬다. 김정일은 조선민주주의인민공화국 국방위원회 위원장이라는 직책으로 해외 순방을 다녔다. 아버지 김일성과는 달리 중국과 러시아만 방문하였다. 고소 공포증 및 항공 테러 및 암살에 대한 두려움 때문에, 비행기를 이용하지 않고 태양호를 활용하여 해외를 방문하였다. 중국을 방문하여 장쩌민, 후진타오와 회담을 갖고 상하이시, 광저우시, 선전시 등을 방문하며 개방경제에 대한 경제 시찰을 주로 하였다.

## 1994년~2011년

### 2000년대
- 2000년: 중화인민공화국, 베이징시
- 2001년
  - 1월: 중화인민공화국, 베이징시, 상하이시

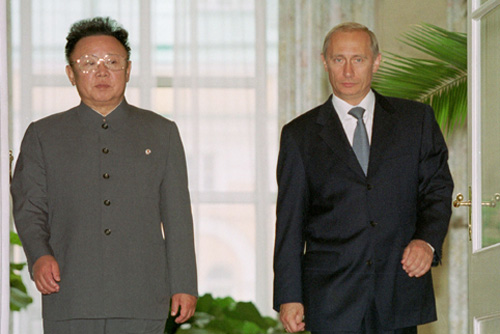
블라디미르 푸틴과 김정일 (2001년)

  - 블라디미르 푸틴과 김정일 (2001년)7월: 러시아, 프리모르스키 변경주, 블라디보스토크, 모스크바

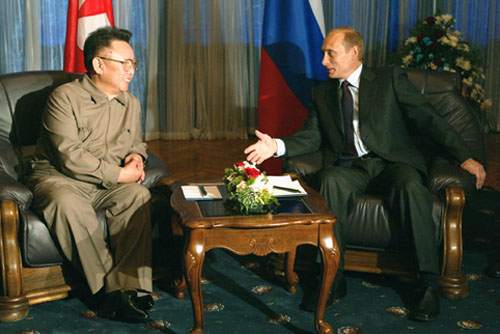
블라디미르 푸틴과 김정일 (2002년)

- 블라디미르 푸틴과 김정일 (2002년)2002년: 러시아, 프리모르스키 변경주, 블라디보스토크
- 2004년: 중화인민공화국, 베이징시
- 2006년: 중화인민공화국, 광저우시, 선전시

### 2010년대(2010~2011년)
- 2010년
  - 5월: 중화인민공화국, 다롄시, 베이징시
  - 8월: 중화인민공화국, 창춘시, 하얼빈시
- 2011년
  - 5월: 중화인민공화국, 베이징시, 상하이시

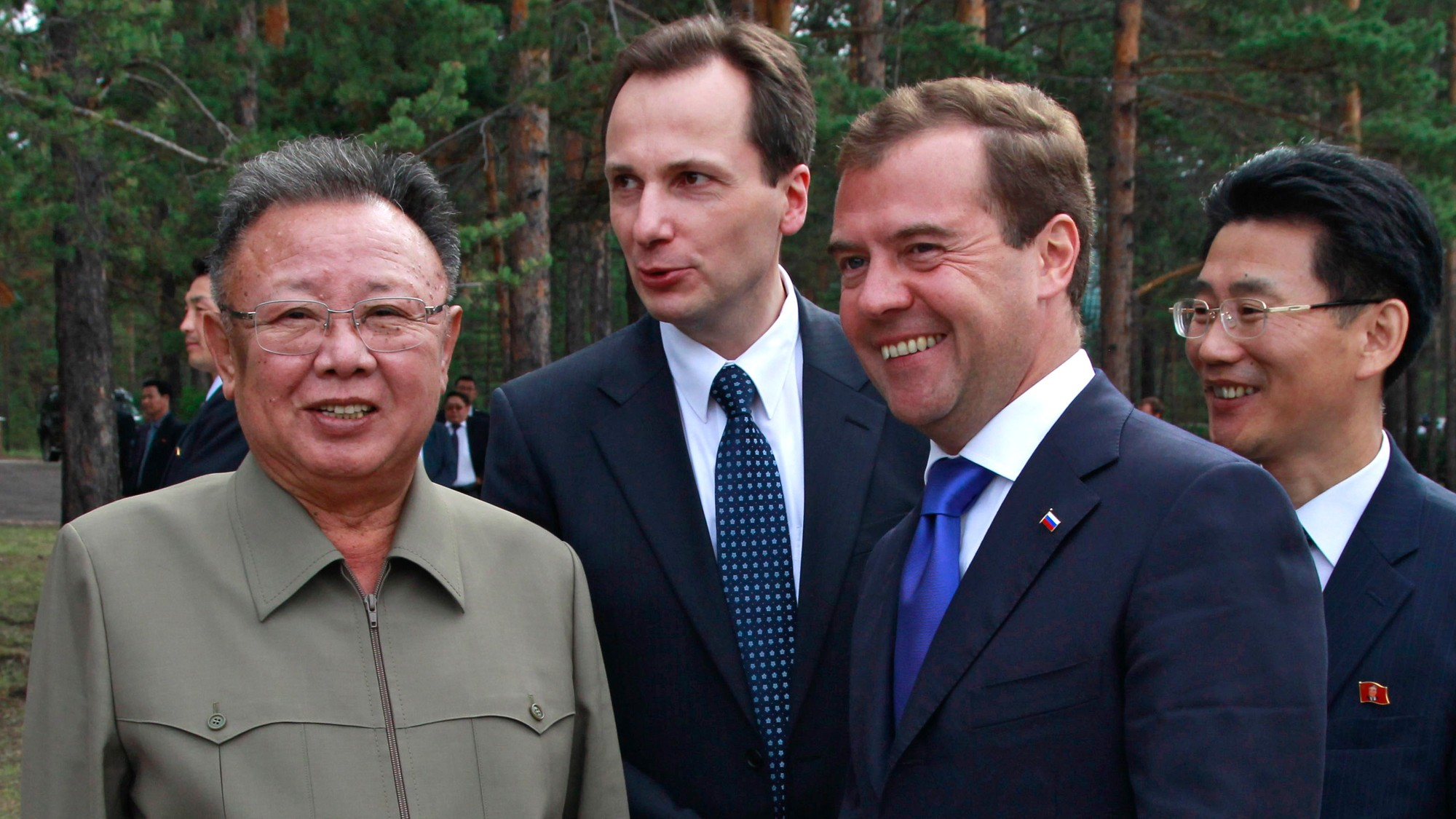
드미트리 메드베데프와 김정일(2011년)

  - 드미트리 메드베데프와 김정일(2011년)8월: 러시아, 프리모르스키 변경주, 블라디보스토크, 울란우데

## 같이 보기
- 조선민주주의인민공화국의 대외 관계
- 김일성의 해외 순방 목록
- 김정은의 해외 순방 목록